# Convexity
In matematica finanziaria, la convexity  definisce il grado di curvatura della funzione prezzo V(i), e si calcola come il rapporto tra la derivata seconda (calcolata rispetto a variazioni del tasso di interesse) e la funzione stessa. È un indice che permette di tenere conto degli aspetti relativi alla convessità della funzione prezzo. Infatti a differenza della duration, che fornisce un'approssimazione lineare della funzione in questione, la convexity serve ad effettuare l'approssimazione della funzione tramite una parabola (che consente di tenere conto del grado di curvatura, ovvero della convessità del titolo) e quindi più precisa. Inoltre viene solitamente utilizzato come indicatore di rischio per un titolo per la sua capacità di riflettere in un valore sintetico la sensibilità del prezzo del titolo stesso a variazioni di tasso.
È approssimabile alla sommatoria della somma delle differenze dei tempi al quadrato moltiplicato per i singoli flussi e per il fattore di attualizzazione, tutto diviso la sommatoria dei valori attuali dei flussi.
A differenza della convexity, la duration ha natura locale cioè a variazioni del prezzo corrispondono variazioni infinitesimali del tasso di interesse, quindi non si possono trarre delle conclusioni attendibili sul prezzo del titolo. 
La convexity aumenta con la duration, e a parità di duration, aumenta con la varianza dei flussi dal baricentro delle masse.
La convexity non ha un significato immediato di durata, ma semplicemente maggiore è la convexity maggiore è il rischio del prezzo al fattore convexity, maggiore è l'errore insito nella duration.
All'aumentare della convexity, aumenta la variazione positiva del valore del titolo al diminuire del tasso e si attenua la variazione negativa al crescere del tasso. Per tale motivo è chiaro che la convexity sia una caratteristica molta vantaggiosa per quel che riguarda la scelta di titoli alternativi. A parità di duration, infatti, ci si potrebbe porre come obiettivo quello di massimizzare la convexity, per godere del vantaggio di smorzare i ribassi dei prezzi in seguito ad un rialzo del tasso e di accentuarne i rialzi in seguito ad un ribasso del tasso di riferimento. 

## Formula matematica
{\displaystyle C={\frac {1}{P(1+r)^{2}}}\ \sum _{i=1}^{n}{\frac {t_{i}(t_{i}+1)F_{i}}{\left(1+r\right)^{t_{i}}}}}